# Aphyosemion celiae
Aphyosemion celiae är en fiskart som beskrevs av Scheel, 1971. Aphyosemion celiae ingår i släktet Aphyosemion och familjen Nothobranchiidae. IUCN kategoriserar arten globalt som livskraftig. Inga underarter finns listade i Catalogue of Life.